# San Mateo (Colombia)
San Mateo è un comune della Colombia facente parte del dipartimento di Boyacá.
Il centro abitato venne fondato da Antonio Caballero y Góngora nel 1773.